# Cladostephus spongiosus
Cladostephus spongiosus ist eine Braunalgenart aus der Ordnung der Sphacelariales. Sie kommt auch in der nordostatlantischen Gezeitenzone vor.

## Beschreibung
Die Art erreicht eine Länge von bis zu 25 cm. Der dunkelbraune bis olivgrüne Thallus besteht aus steifen, aufrecht stehenden, mehrfach verzweigten Achsen. In regelmäßigen Abständen finden sich zahlreiche Wirtel kurzer, haarartiger Verzweigungen, die der Alge ein borstiges Aussehen verleihen, das an eine Flaschenbürste erinnert. Durch ihr Erscheinungsbild ist sie kaum mit anderen Algenarten zu verwechseln. Im Winter werden die "Härchen" abgeworfen, sodass der Thallus nur noch aus den kahlen Hauptachsen besteht. Bei Individuen der Subgezeitenzone werden die Thalli oft größer und die "Härchen" länger als bei Individuen in der Gezeitenzone. Der sichtbare Thallus stellt die sporophytische Phase der Alge dar. Auf dem Thallus werden kleine gestielte Sporangien ausgebildet. Vermutlich werden beide Geschlechter auf dem gleichen Thallus ausgebildet (monözisch). Die Rotalge Jania rubens wächst oft epiphytisch auf C. spongiosus.

## Verbreitung
Cladostephus spongiosus ist in Teilen des Atlantik, der Ostsee und des Pazifik weit verbreitet, sie wurde aber auch im Mittelmeer und im Schwarzen Meer nachgewiesen. So findet man sie etwa an den Küsten von Großbritannien, Irland, Skandinavien, Helgoland, Frankreich, Spanien, Portugal, Bulgarien, der Krim, Tasmanien und Neuseeland auf steinigem Substrat (epilithisch) in der Gezeitenzone.

## Etymologie
Das Artepithet spongiosus bedeutet „schwammig“ und bezieht sich auf die Konsistenz des Algengewebes.